# (3158) Anga
(3158) Anga est un astéroïde de la ceinture principale.

## Description
(3158) Anga est un astéroïde de la ceinture principale. Il fut découvert le 24 septembre 1976 à Naoutchnyï par Nikolaï Tchernykh. Il présente une orbite caractérisée par un demi-grand axe de 2,55 UA, une excentricité de 0,10 et une inclinaison de 14,6° par rapport à l'écliptique.

## Compléments